# Gabriel Curuchet
Gabriel Ovidio Curuchet, né le 24 juin 1963 à Buenos Aires, est un coureur cycliste argentin. Il a notamment été trois fois médaillé du championnat du monde de la course à l'américaine avec son frère Juan Curuchet, en 1995, 1997 et 2001. Il a été médaillé d'or de la poursuite aux Jeux panaméricains de 1987. Il a participé aux Jeux olympiques de 1984, 1988, 1996 et 2000. Il est maintenant président de la fédération argentine de cyclisme (UCRA).

## Palmarès sur piste

### Jeux olympiques
- Los Angeles 1984
  - 13e de la poursuite individuelle (éliminé en huitièmes de finale)[1].

- Séoul 1988
  - 13e de la poursuite individuelle (éliminé en huitièmes de finale)[2].
  - 17e de la poursuite par équipes[3].

- Atlanta 1996
  - 14e de la poursuite par équipes[4].

- Sydney 2000
  - 7e de l'américaine (avec Juan Curuchet)[5].

### Championnats du monde
- Bogota 1995
  -  Médaillé d'argent de l'américaine (avec Juan Curuchet)

- Perth 1997
  -  Médaillé de bronze de l'américaine (avec Juan Curuchet)

- Bordeaux 1998
  - 7e de l'américaine (avec Juan Curuchet)[6].

- Berlin 1999
  - 4e de l'américaine (avec Juan Curuchet)[7].

- Anvers 2001
  -  Médaillé de bronze de l'américaine (avec Juan Curuchet)[8].

### Jeux panaméricains
- Caracas 1983
  -  Médaillé de bronze de la poursuite

- Indianapolis 1987
  -  Médaillé d'or de la poursuite

- Winnipeg 1999
  -  Médaillé d'or de l'américaine

### Coupe du monde
- 1996
  - 1er de l'américaine à Cali (avec Juan Curuchet)
  - 1er de l'américaine à La Havane (avec Juan Curuchet)
  - 2e de la poursuite par équipes à Cali
  - 2e de la course aux points à Cali

- 1997
  - 2e de l'américaine à Cali
  - 3e de l'américaine à Trexlertown

- 1998
  - 1er de l'américaine à Cali (avec Juan Curuchet)

- 1999
  - 1er de l'américaine à San Francisco (avec Juan Curuchet)
  - 1er de l'américaine à Valence (avec Juan Curuchet)
  - 2e de l'américaine à Cali

### Six jours
- 1995 : Mar del Plata (avec Juan Curuchet)
- 1999 : Buenos Aires (avec Juan Curuchet)
- 2000 : Buenos Aires (avec Juan Curuchet)

### Championnats nationaux
- 1983
  -  Champion d'Argentine de poursuite
- 1984
  -  Champion d'Argentine de poursuite
- 1985
  -  Champion d'Argentine de poursuite
- 1987
  -  Champion d'Argentine de poursuite
- 1988
  -  Champion d'Argentine de poursuite
- 1994
  -  Champion d'Argentine de course aux points
- 1998
  -  Champion d'Argentine de course aux points
  -  Champion d'Argentine de l'américaine (avec Juan Esteban Curuchet)
- 1999
  -  Champion d'Argentine de l'américaine (avec Juan Esteban Curuchet)
- 2000
  -  Champion d'Argentine de course aux points
  -  Champion d'Argentine de l'américaine (avec Juan Esteban Curuchet)

## Palmarès sur route
- 1985
  -  Champion d'Argentine sur route

- 1986
  - Los Tres Días de la Repubblica Argentina

- 1988
  - Los Tres Días de la Repubblica Argentina

- 1991
  - 8e étape du Tour d'Argentine

- 1995
  - 3e de la Doble Bragado

- 1998
  - Los Tres Días de la Repubblica Argentina

- 2000
  -  Champion d'Argentine sur route